# Обливание кислотой

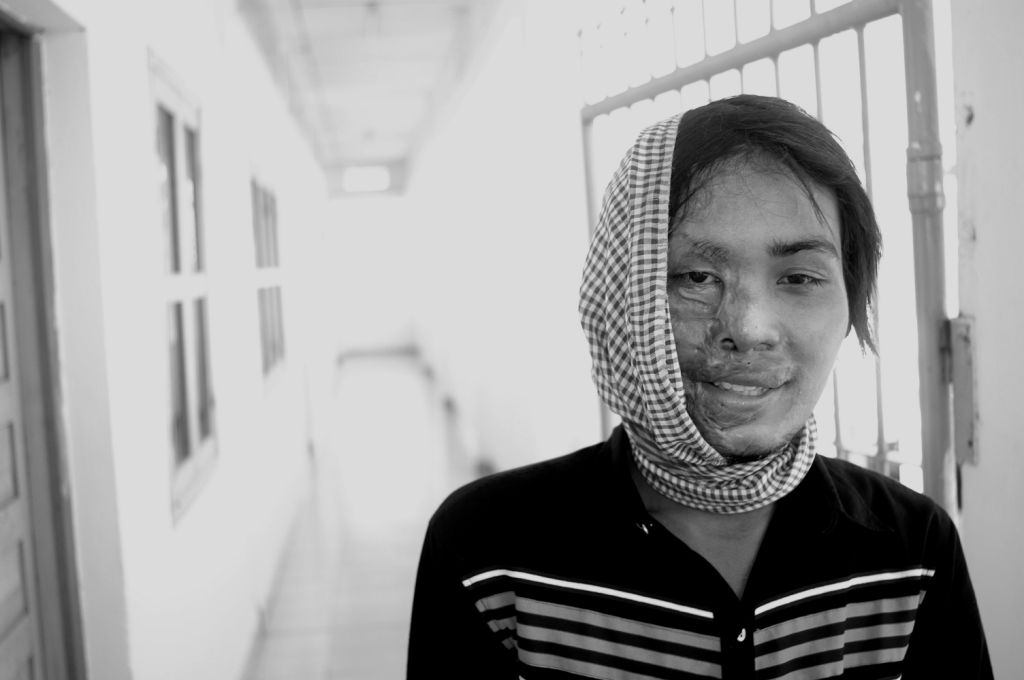
Пострадавшая от обливания кислотой. Камбоджа

Обливание кислотой — разбрызгивание или выливание кислоты, либо другой едкой жидкости, на тело жертвы с намерением ранить или изуродовать. Непосредственными последствиями нападения могут быть потеря зрения, химический ожог лица и тела, уродующие шрамы. Кроме насильственных преступлений кислоты используются в актах вандализма.
Часто для этого злодеяния применяется серная кислота.

## Последствия для здоровья
При попадании на кожу едкие вещества вызывают химический ожог и начинают разъедать ткань. Учитывая, что частой целью нападающей стороны является лицо жертвы, обычно повреждаются ушная раковина, веки, нос и губы. К отдаленным последствиям относятся психологические травмы, дисфункция органов слуха и зрения.
Пострадавший должен быть незамедлительно направлен в специализированное медицинское учреждение. В качестве первой помощи следует удалить химический реагент, не затрагивая здоровую кожу, промыть пораженные участки большим количеством воды и нейтрализовать действие кислоты.

## Обливание кислотой как преступление

### Бытовое преступление
С развитием химической промышленности в XIX веке и с распространением в быту, кислоты становятся популярным средством для выяснения отношений. Бросок не требует особых физических усилий, но влечет вероятное обезображивание жертвы. Обливание кислотой применяется из ревности, например, женщинами против соперниц, или сопутствует мести любовников и любовниц. В 1915 году от рук своей возлюбленной пострадал принц Леопольд Климент Саксен-Кобург-Готский, скончавшийся шестью месяцами позже.

### Нападения на знаменитостей
В группу риска попадают публичные персоны — политики, актёры, модели и знаменитости. Здесь ущерб наносится не только здоровью, но и угрожает карьере и дальнейшей профессиональной пригодности. Жертвами покушений были британская модель Кэти Пайпер (2008), балетмейстер Большого театра Сергей Филин (2013).

### Насилие в Южной Азии и Камбодже
С 80-х годов в Южной Азии распространилась практика обливания кислотой. Столкновение традиционной морали, религиозных норм и изменяющегося современного быта привело к многочисленным случаям нападений из ревности (более 200 эпизодов в Бангладеш в 1999 году). Мотивом такого преступления служит месть за отвержение женщиной или за несогласие выйти замуж. Несмотря на введение смертной казни и длительных сроков заключения за обливание кислотой, проблема является острой в Бангладеш, Индии, Шри-Ланке, Пакистане, а также в Мьянме, Лаосе и Камбодже.
Непальская школьница Мускан Хатун, пострадавшая от обливания кислотой, в 2021 году была удостоена Международной женской премии за отвагу за свои усилия по борьбе с такими нападениями.

### Порча имущества
Кислоты используются вандалами и хулиганами для повреждения имущества. Особенно опасно обливание кислотой для живописи и произведений искусства. В разное время пострадали «Даная» Рембрандта (Эрмитаж, 1985), триптих Дюрера «Алтарь Паумгартнеров» (Старая пинакотека, Мюнхен, 1988) и другие картины. Реставрация требует многих лет работы и сопряжена с невосполнимыми потерями.

## Статистика по нападениям
Индия занимает первое место по абсолютному числу нападений, а Бангладеш лидирует по количеству обливаний кислотой на 1000 жителей. Жертвами покушений становятся и мужчины, и женщины, равно как оба пола представлены среди нападающих.